# 克納倫峰
72°16′S 3°56′W / 72.267°S 3.933°W
克納倫峰，是南極洲的冰原島峰，位於毛德皇后地的瑪塔公主海岸，處於皮勒米登冰原島峰以西4公里，挪威製圖師根據該國的測量和空中照片繪入地圖，現時由南極條約體系管理。